# Парика (Гайана)
Парика (англ. Parika) — город-порт в регионе Эссекибо-Айлендс-Уэст-Демерара на севере государства Гайана. Находится в устье реки Эссекибо в 29 км западнее от столицы государства Джорджтауна и 27 км от административного центра региона Вред-эн-Хуп.
Занимает 10 место по численности населения в Гайане.
По состоянию на 2002 год здесь проживало 4106 жителей, что на 41 % больше, чем в 1991 году.
Порт известен своими паромными перевозками, которые связывают его с городом Бартика, другими близлежащими городами и многочисленными островами. Является отправной точкой для многих автобусных маршрутов.
Ранее здесь для защиты от нападения с реки и океана был построен форт. Британские колонисты в 1848 году построили первую железнодорожную систему в Южной Америке в Британской Гвиане — 61 милю стандартной колеи от Джорджтауна до Розиньоля и 19 миль линии между Фреден-Хопом и Парика.